# Stig Cederberg
Stig Oskar Erik Cederberg (ur. 11 grudnia 1913 w Sztokholmie, zm. 25 września 1980 w Sundbyberg) – szwedzki bokser kategorii koguciej, medalista mistrzostw Europy.
W Mistrzostwach Europy 1934 w Budapeszcie zdobył  srebrny medal w wadze koguciej.